# Прютц, Роберт
Роберт Прютц (или Прюц, швед. Robert Prytz; 12 января 1960, Мальмё, Швеция) — шведский футболист, играл на позиции полузащитника в клубах «Мальмё», «Рейнджерс», «Гётеборг», «Янг Бойз», «Юрдинген 05», «Аталанта», «Эллас Верона», «Килмарнок», «Дамбартон», «Кауденбит», «Ист Файф», «Поллок», «Гамильтон Академикал»  и в национальной сборной Швеции. Становился лучшим футболистом Швеции 1986 года, и лучшим иностранный футболистом в чемпионате Швейцарии в 1987 году.

## Клубная карьера
Во взрослом футболе дебютировал в 1977 году выступлениями за команду клуба «Мальмё», в которой провел пять сезонов, приняв участие в 80 матчах чемпионата. В составе «Мальмё» был одним из главных бомбардиров команды, имея среднюю результативность на уровне 0,34 гола за игру . 
Своей игрой за эту команду привлёк внимание представителей тренерского штаба шотландского «Рейнджерса», к составу которого присоединился в 1982 году. Сыграл за команду из Глазго следующие три сезона своей игровой карьеры. Большинство времени, проведенного в составе «Рейнджерс», был основным игроком команды. 
Впоследствии с 1985 по 1989 год играл в составе команд клубов «Гётеборг», «Янг Бойз», «Юрдинген 05» и «Аталанта». В 1989 году заключил контракт с «Эллас Верона», в составе которой провёл следующие четыре года.  
В течение 1993-1997 годов защищал цвета «Мальмё» и швейцарского «Янг Бойз». 
В 1997 году вернулся в Шотландию, где в течение двух лет успел поиграть за «Килмарнок», «Дамбартон», «Кауденбит», «Поллок» и «Ист Файф». Завершил профессиональную игровую карьеру в клубе «Гамильтон Академикал», за команду которого выступал на протяжении 2000-2001 годов.

## Выступления за сборную
В 1980 году дебютировал в официальных матчах в составе национальной сборной Швеции. В течение карьеры в национальной команде, которая длилась 10 лет, провел в форме главной команды страны 56 матчей, забив 14 голов.

## Достижения

### Командные
«Мальмё»
- Чемпион Швеции (1): 1977
- Обладатель Кубка Швеции (1): 1980
- Финалист Кубка европейских чемпионов: 1978/79

 «Рейнджерс»
- Обладатель Кубка Шотландии (2): 1984, 1985

 «Янг Бойз»
- Чемпион Швейцарии (1): 1985/86
- Обладатель Кубка Швеции (1): 1987

### Личные
- Футболист года в Швеции: 1986
- Лучший иностранный футболист чемпионата Швейцарии: 1987